# Abmahnungspflicht
Abmahnungspflicht ist die in den Verbandsnormen der schweizerischen Bauwirtschaft enthaltene gesetzliche Pflicht des Unternehmers, Verhältnisse im Bauprozess, die eine gehörige oder rechtzeitige Ausführung des Werkes gefährden, der Bauleitung ohne Verzug anzuzeigen. Dies soll schriftlich erfolgen. Mündliche Anzeigen sind zu protokollieren. Die gleiche Abmahnungspflicht trifft den Unternehmer, wenn er bei der Ausführung seiner Arbeit feststellt oder nach Umständen feststellen muss, dass ihm erteilte Weisungen, beziehungsweise Bestellungsänderungen, der Bauleitung fehlerhaft sind oder ihm Verantwortungen (z. B. hinsichtlich der Gefährdung oder Schädigung Dritter) auferlegen, die er glaubt nicht übernehmen zu dürfen. Verletzt der Unternehmer diese Pflicht, so fallen nachteilige Folgen ihm selbst zur Last; es sei denn, die Bauleitung hat von den betreffenden Verhältnissen auch ohne Anzeige nachweisbar Kenntnis gehabt.
siehe auch: Gefährdungshaftung, Treuhänder